# Koromysłowo (rejon bieżanicki)
Koromysłowo (ros. Коромыслово) – wieś (ros. деревня, trb. dieriewnia) w zachodniej Rosji, w wołoście Luszczikskaja (osiedle wiejskie) rejonu bieżanickiego w obwodzie pskowskim.

## Geografia
Miejscowość położona jest nad rzeką Aszewka, 12 km od centrum administracyjnego osiedla wiejskiego (Luszczik), 17 km od centrum administracyjnego rejonu (Bieżanice), 129 km od stolicy obwodu (Psków).

## Demografia
W 2010 r. miejscowość nie posiadała mieszkańców.